# Prest-O Change-O
Prest-O Change-O es un cortometraje animado de la serie Merrie Melodies, dirigido por Chuck Jones y estrenado en 1939 por Warner Bros. Es protagonizado por un conejo blanco anónimo, considerado como uno de los prototipos del personaje Bugs Bunny.

## Trama
Dos perros callejeros son perseguidos por un perrero, pero logran escapar escondiéndose en una cabaña abandonada. Adentro descubren que la casa pertenece a un mago llamado Sham-Fu, quien tiene varios de sus utensilios guardados en el lugar. Los perros descubren además que en la cabaña hay un conejo blanco, mascota de Sham-Fu, que es capaz de hacer trucos de magia por su cuenta. Durante el resto del cortometraje, los canes deben soportar las bromas que tanto el conejo como los utensilios del mago les hacen.
En una escena, uno de los perros traga accidentalmente una varita mágica que le produce hipo. Cada vez que el animal hipa, aparecen objetos de su hocico, como pájaros y globos. El perro intenta detener el efecto tapando su hocico, pero uno de los globos comienza a crecer en su interior. Sin poder seguir aguantado, el perro abre el hocico y el globo en su interior se desinfla, provocando que el can vuele por la habitación. Sin darse cuenta de esto, el conejo es embestido por el perro, quedando posteriormente amarrado por una soga. 
El otro perro aprovecha esto y mete al conejo dentro de varios baúles, para evitar que salga. Sin embargo, el conejo logra escapar. Frustrado, el perro agarra al conejo y lo golpea, quien termina dentro de una pecera y con una lámpara en su cabeza.

## Producción
Los protagonistas del cortometraje son dos perros que participaron en otros filmes de Chuck Jones, tales como Dog Gone Modern y The Curious Puppy. El tercer personaje de la historia es un conejo blanco anónimo, que es considerado como uno de los prototipos de Bugs Bunny. Ni los perros ni el conejo poseen diálogos, emitiendo solamente sonidos como risas o gritos. Estos sonidos fueron hechos por el actor Mel Blanc.